# Нокона-Гіллс (Техас)
Нокона-Гіллс (англ. Nocona Hills) — переписна місцевість (CDP) в США, в окрузі Монтаг'ю штату Техас. Населення — 637 осіб (2020).

## Географія
Нокона-Гіллс розташована за координатами 33°51′21″ пн. ш. 97°38′44″ зх. д. / 33.85583° пн. ш. 97.64556° зх. д. (33.855848, -97.645488).  За даними Бюро перепису населення США в 2010 році переписна місцевість мала площу 16,33 км², з яких 13,48 км² — суходіл та 2,85 км² — водойми.

## Демографія
Згідно з переписом 2010 року, у переписній місцевості мешкало 675 осіб у 318 домогосподарствах у складі 220 родин. Густота населення становила 41 особа/км².  Було 572 помешкання (35/км²).
Расовий склад населення:
| - 97,0 % — білих - 0,9 % — чорних або афроамериканців - 0,7 % — корінних американців |

До двох чи більше рас належало 1,3 %. Частка іспаномовних становила 5,3 % від усіх жителів.
За віковим діапазоном населення розподілялося таким чином: 13,9 % — особи молодші 18 років, 53,8 % — особи у віці 18—64 років, 32,3 % — особи у віці 65 років та старші. Медіана віку мешканця становила 57,3 року. На 100 осіб жіночої статі у переписній місцевості припадало 103,3 чоловіків;  на 100 жінок у віці від 18 років та старших — 101,0 чоловіків також старших 18 років.
Середній дохід на одне домашнє господарство  становив 60 942 долари США (медіана — 47 115), а середній дохід на одну сім'ю — 69 858 доларів (медіана — 69 844). Медіана доходів становила 55 179 доларів для чоловіків та 32 917 доларів для жінок. За межею бідності перебувало 8,8 % осіб, у тому числі 6,5 % дітей у віці до 18 років та 8,1 % осіб у віці 65 років та старших.
Цивільне працевлаштоване населення становило 352 особи. Основні галузі зайнятості: освіта, охорона здоров'я та соціальна допомога — 34,9 %, транспорт — 14,8 %, науковці, спеціалісти, менеджери — 14,2 %.